# Tadeusz Skwarczyński (kapitan)
Tadeusz Marian Kalikst Skwarczyński (ur. 14 października 1895 w Rajtarowicach, zm. wiosną 1940 w Charkowie) – kapitan administracji (artylerii) Wojska Polskiego, ofiara zbrodni katyńskiej.

## Życiorys
Syn Michała i Wandy z Czekańskich urodzony 14 października 1895 w Rajtarowicach. Podczas I wojny światowej był żołnierzem Legionów Polskich. U kresu wojny pod koniec 1918 wstąpił do Wojska Polskiego, a w 1919 został awansowany do stopnia podporucznika. Brał udział w wojnie polsko-bolszewicka 1918–1920 w szeregach 1 pułku artylerii lekkiej Legionów i 201 pułku artylerii polowej (obrona Warszawy). W połowie 1921 uczestniczył w III powstaniu śląskim. Został awansowany do stopnia porucznika, a następnie kapitana ze starszeństwem z dniem 1 lipca 1923. W późniejszym czasie służył w 24 pułku artylerii lekkiej stacjonującym w garnizonie Jarosław, na stanowisku dowódcy baterii, a w marcu 1939 oficera mobilizacyjnego. W międzyczasie został przeniesiony do korpusu oficerów administracji, grupa administracyjna.
W czasie kampanii wrześniowej 1939 – po agresji ZSRR na Polskę – w nieznanych okolicznościach dostał się do niewoli sowieckiej i przebywał w obozie w Starobielsku. Wiosną 1940 został zamordowany przez funkcjonariuszy NKWD w Charkowie i pogrzebany w bezimiennej mogile zbiorowej w Piatichatkach, gdzie od 17 czerwca 2000 mieści się oficjalnie Cmentarz Ofiar Totalitaryzmu w Charkowie. Figuruje na Liście Starobielskiej NKWD, pod poz. 2963.

## Ordery i odznaczenia
- Krzyż Niepodległości (16 września 1931)[5]
- Krzyż Walecznych (1921)[6]
- Srebrny Krzyż Zasługi (19 marca 1935)[7][8]

## Upamiętnienie
5 października 2007 minister obrony narodowej Aleksander Szczygło – decyzją nr 439/MON – mianował go pośmiertnie na stopień majora. Awans został ogłoszony 9 listopada 2007 w Warszawie, w trakcie uroczystości „Katyń Pamiętamy – Uczcijmy Pamięć Bohaterów”.
13 kwietnia 2013 w ramach akcji „Katyń... pamiętamy” / „Katyń... Ocalić od zapomnienia” a terenie Państwowej Wyższej Szkoły Techniczno-Ekonomicznej w Jarosławiu został posadzony Dąb Pamięci honorujący Tadeusza Skwarczyńskiego.